# David Ier de Lorri
Pour les articles homonymes, voir David Ier.
David Ier (en arménien Դավիթ Ա ; mort en 1048) ou Davit Anhołin (Դավիթ Անհողին, « David le Sans-Terre ») est un membre de la famille arménienne des Bagratides, roi de Lorri de 989 à 1048 et fils de Gourgen Ier ou Kiourikê Ier, roi d'Albanie du Caucase.

## Biographie
David est encore adolescent à la mort de son père, survenue en 989, et la succession pose un problème, lui apportant le qualificatif de « Sans-Terre » (ou Anhołin). Il doit se défier à la fois de ses voisins géorgiens et des émirs musulmans, et il commence par fortifier la ville de Loré ainsi que douze places fortes de son royaume. Il s'empare ensuite de la ville de Dmaniq, puis impose sa suzeraineté à l'émir de Tiflis. Se sentant menacé, l'émir de Gandja attaque David, mais son armée est taillée en pièces à proximité du fleuve de la Koura. Peu après, le prestige ainsi acquis lui permet d'épouser Zorakerstel, sœur de Kviriké III le Grand roi de Kakhétie.
Cette nouvelle puissance inquiète un seigneur arménien, Démétrius, gouverneur de Gag, qui se convertit au christianisme orthodoxe pour bénéficier de l'aide des Géorgiens. Cela n'empêche pas David de le vaincre et de le contraindre à l'exil. Ses succès lui permettent de se rendre indépendant du roi bagratide d'Ani, et il est possible que les habitants d'Ani lui aient proposé la couronne d'Arménie après l'abdication de Gagik II (1045). Mais David meurt peu après.

## Descendance
De son épouse Zorakerstel, fille de David, chorévêque de Kakhétie, il a eu :
- Kiourikê II († 1089), roi de Lorri ;
- Gagik Ier († 1058), roi de Kakhétie ;
- Smbat, marié à une fille de Georges Ier, roi de Géorgie, et père d'une fille mariée à Alp Arslan, sultan seldjoukide ;
- Adarnaze.